# Suore francescane della famiglia di Maria
Le Suore francescane della famiglia di Maria (in polacco Siostry Franciszkanki Rodziny Maryi) sono un istituto religioso femminile di diritto pontificio: i membri di questa congregazione pospongono al loro nome la sigla R.M.

## Storia

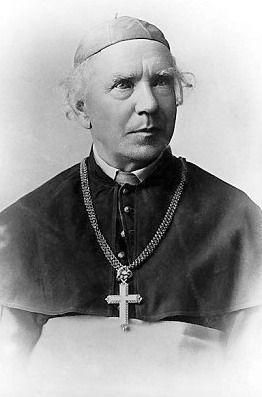
Zygmunt Szczęsny Feliński, fondatore della congregazione

La congregazione venne fondata a Pietroburgo nel 1875 da Zygmunt Szczęsny Feliński (1822-1895) per l'educazione dei fanciulli e l'assistenza agli orfani e agli anziani abbandonati.
Venne approvata come istituto di diritto diocesano dallo stesso Feliński dopo la sua elezione ad arcivescovo di Varsavia (1862) e ricevette il pontificio decreto di lode il 25 maggio 1908. L'istituto venne approvato definitivamente dalla Santa Sede il 14 agosto 1913 e le sue costituzioni il 29 settembre 1934.
Il fondatore è stato beatificato da papa Giovanni Paolo II nel 2002 e proclamato santo da papa Benedetto XVI l'11 ottobre 2009.

## Attività e diffusione
Le francescane della famiglia di Maria si dedicano all'istruzione della gioventù e a varie opere di carità.
Oltre che in Polonia, operano in Bielorussia, Brasile, Italia (Roma), Russia e Ucraina: la sede generalizia è a Varsavia.
Al 31 dicembre 2005 l'istituto contava 1.164 religiose in 145 case.